# Grantjärnen (Sandhults socken, Västergötland)
Grantjärnen är en sjö i Borås kommun i Västergötland och ingår i Rolfsåns huvudavrinningsområde.